# Aemilia peropaca
Aemilia peropaca är en fjärilsart som beskrevs av Adalbert Seitz 1920. Aemilia peropaca ingår i släktet Aemilia och familjen björnspinnare. Inga underarter finns listade i Catalogue of Life.